# Rugby playa en los Juegos Suramericanos de Playa 2019
El rugby playa en los Juegos Suramericanos de Playa de Rosario 2019 estuvo compuesto de dos torneos, uno masculino y otro femenino, que se disputó en marzo de 2019.

## Equipos participantes
- Argentina (24)
- Chile (24)
- Ecuador (12)
- Guyana (12)
- Paraguay (24)
- Uruguay (12)
- Venezuela (24)

## Torneo masculino

### Fase de grupos
| Pos. | Equipo    | Encuentros | Encuentros | Encuentros | Encuentros | Puntos |
| Pos. | Equipo    | jugados    | ganados    | empatados  | perdidos   | Puntos |
| ---- | --------- | ---------- | ---------- | ---------- | ---------- | ------ |
| 1    | Argentina | 6          | 5          | 0          | 1          | 16     |
| 2    | Chile     | 6          | 4          | 1          | 1          | 15     |
| 3    | Ecuador   | 6          | 3          | 1          | 2          | 13     |
| 4    | Venezuela | 6          | 3          | 0          | 3          | 12     |
| 5    | Paraguay  | 6          | 2          | 1          | 3          | 11     |
| 6    | Uruguay   | 6          | 2          | 1          | 3          | 11     |
| 7    | Guyana    | 0          | 0          | 0          | 6          | 6      |

Nota: Se otorgan 3 puntos al equipo que gane un partido, 2 al que empate y 1 al que pierda
| marzo de 2019 | Paraguay | 6 - 8 | Venezuela |  |  |

| marzo de 2019 | Argentina | 12 - 1 | Guyana |  |  |

| marzo de 2019 | Chile | 4 - 5 | Ecuador |  |  |

| marzo de 2019 | Argentina | 6 - 5 | Paraguay |  |  |

| marzo de 2019 | Chile | 11 - 1 | Guyana |  |  |

| marzo de 2019 | Ecuador | 6 - 6 | Uruguay |  |  |

| marzo de 2019 | Guyana | 5 - 6 | Venezuela |  |  |

| marzo de 2019 | Argentina | 8 - 2 | Ecuador |  |  |

| marzo de 2019 | Paraguay | 6 - 7 | Uruguay |  |  |

| marzo de 2019 | Ecuador | 8 - 6 | Guyana |  |  |

| marzo de 2019 | Chile | 8 - 3 | Uruguay |  |  |

| marzo de 2019 | Argentina | 8 - 3 | Venezuela |  |  |

| marzo de 2019 | Ecuador | 5 - 6 | Paraguay |  |  |

| marzo de 2019 | Argentina | 4 - 6 | Chile |  |  |

| marzo de 2019 | Uruguay | 3 - 7 | Venezuela |  |  |

| marzo de 2019 | Chile | 8 - 4 | Venezuela |  |  |

| marzo de 2019 | Argentina | 5 - 1 | Uruguay |  |  |

| marzo de 2019 | Guyana | 6 - 8 | Paraguay |  |  |

| marzo de 2019 | Ecuador | 6 - 3 | Venezuela |  |  |

| marzo de 2019 | Uruguay | 8 - 7 | Guyana |  |  |

| marzo de 2019 | Chile | 4 - 4 | Paraguay |  |  |

### Medalla de bronce
| marzo de 2019 | Ecuador | 6 - 7 | Venezuela |  |  |

### Medalla de oro
| marzo de 2019 | Argentina | 6 - 5 | Chile |  |  |

## Torneo femenino

### Fase de grupos
| Pos. | Equipo    | Encuentros | Encuentros | Encuentros | Encuentros | Puntos |
| Pos. | Equipo    | jugados    | ganados    | empatados  | perdidos   | Puntos |
| ---- | --------- | ---------- | ---------- | ---------- | ---------- | ------ |
| 1    | Argentina | 3          | 3          | 0          | 0          | 9      |
| 2    | Chile     | 3          | 2          | 0          | 1          | 7      |
| 3    | Paraguay  | 3          | 1          | 0          | 2          | 5      |
| 4    | Venezuela | 3          | 0          | 0          | 3          | 3      |

| marzo de 2019 | Chile | 4 - 6 | Argentina |  |  |

| marzo de 2019 | Paraguay | 4 - 3 | Venezuela |  |  |

| marzo de 2019 | Argentina | 6 - 1 | Venezuela |  |  |

| marzo de 2019 | Chile | 7 - 5 | Paraguay |  |  |

| marzo de 2019 | Argentina | 6 - 5 | Paraguay |  |  |

| marzo de 2019 | Chile | 8 - 3 | Venezuela |  |  |

### Medalla de bronce
| marzo de 2019 | Paraguay | 8 - 2 | Venezuela |  |  |

### Medalla de oro
| marzo de 2019 | Argentina | 7 - 6 | Chile |  |  |

## Medallero
| Núm.  | País      | Oro | Plata | Bronce | Total |
| ----- | --------- | --- | ----- | ------ | ----- |
| 1     | Argentina | 2   | 0     | 0      | 2     |
| 2     | Chile     | 0   | 2     | 0      | 2     |
| 3     | Paraguay  | 0   | 0     | 1      | 1     |
| 4     | Venezuela | 0   | 0     | 1      | 1     |
| Total | Total     | 2   | 2     | 2      | 6     |